# Tolpia andamani
Tolpia andamani là một loài bướm đêm thuộc họ Erebidae. Nó được tìm thấy ở quần đảo Andaman.
Sải cánh dài khoảng 13 mm. 